# Risoluzione 1970 del Consiglio di sicurezza delle Nazioni Unite
La risoluzione 1970 del Consiglio di sicurezza delle Nazioni Unite è un provvedimento adottato all'unanimità dal Consiglio di sicurezza dell'ONU il 26 febbraio 2011. Ha condannato l'uso della forza da parte del regime di Muʿammar Gheddafi contro i manifestanti che partecipano alla rivolta libica e ha imposto una serie di sanzioni internazionali allo stesso governo libico.
La risoluzione del Consiglio di sicurezza è stata la prima occasione in cui un Paese è stato unanimemente deferito alla Corte penale internazionale da parte del Consiglio.

## Contesto
Durante la rivolta del 2011 le forze fedeli a Muʿammar Gheddafi hanno effettuato bombardamenti aerei a Tripoli contro i manifestanti civili. Sotto la pressione dei diplomatici libici l'ONU è stato spinto ad agire.

## Adozione della Risoluzione
La risoluzione 1970, proposta da Francia, Germania, Regno Unito e Stati Uniti, è stata adottata dopo una discussione durata un'intera giornata; l'ambasciatore libico alle Nazioni Unite, Abdurrahman Mohamed Shalgam, che ha disertato dal regime di Gheddafi, ha rivolto un appello al Consiglio di sicurezza affinché agisca in merito alla situazione in Libia, spingendo all'intervento anche Cina, India e Russia. La Russia ha assicurato il suo sostegno per una disposizione che tuttavia vieti alle nazioni di utilizzare la risoluzione come pretesto per un intervento in Libia. Un altro provvedimento proposto dai rappresentanti libici per istituire una no-fly zone sul territorio nazionale è stata respinto.

## Risoluzione

### Premesse
Nell'introduzione della risoluzione, il Consiglio ha espresso "grave preoccupazione" per la situazione in Libia e ha condannato l'uso della forza contro i civili. Ha inoltre condannato la repressione e le violazioni dei diritti umani, i tentativi da parte del governo libico di incitare alla violenza; le dichiarazioni di condanna da parte della Lega araba, dell'Unione africana, dell'Organizzazione della Conferenza Islamica e del Consiglio per i diritti umani delle Nazioni Unite sono stati accolti positivamente dal Consiglio. Gli attacchi contro i manifestanti sono stati considerati pari a crimini contro l'umanità.
È stata espressa preoccupazione per la situazione dei rifugiati, per la carenza di forniture mediche e per il benessere dei cittadini stranieri. Il Consiglio di sicurezza ha ricordato la responsabilità del governo libico di proteggere i suoi cittadini, nel rispetto delle libertà di riunione e di espressione e garantendo la libertà dei mezzi di informazione. Inoltre, al governo è stata ricordata la necessità di portare i responsabili degli attacchi contro i civili a rendere conto delle loro azioni. Nello stesso tempo, il Consiglio ha ribadito il suo ruolo nel mantenimento della pace e della sicurezza internazionale.

### Atti vincolanti
Il testo della risoluzione è stato emanato ai sensi del Capitolo VII della Carta delle Nazioni Unite e dell'articolo 41, rendendo così le sue disposizioni giuridicamente vincolanti.
Il Consiglio ha chiesto al governo libico di porre immediatamente fine alle violenze e di soddisfare le "legittime richieste della popolazione ". Ha sollecitato le autorità a rispettare il diritto internazionale umanitario e i diritti umani, ad agire con moderazione, a garantire la sicurezza dei cittadini stranieri e a rimuovere le restrizioni nei confronti dei media. È stato consigliato ai cittadini stranieri di lasciare il Paese. È stato inoltre istituito un embargo sulle armi; gli Stati confinanti con la Libia sono stati incoraggiati a ispezionare carichi sospetti e a sequestrare eventuali armi trovate, oltre a evitare di fornire mercenari. Inoltre, un divieto di viaggio e un congelamento dei beni sono stati imposti a quanti sono in stretto legame con il regime libico; eventuali beni sequestrati saranno resi disponibili a beneficio della popolazione.
Il Consiglio di Sicurezza ha istituito un comitato per monitorare l'attuazione delle sanzioni, indagare sulle violazioni e imporre sanzioni mirate contro altri individui ed entità. Tutti gli Stati sono stati sollecitati a facilitare l'assistenza umanitaria in Libia.
Nella parte conclusiva il Consiglio ha espresso la sua intenzione di rivedere, modificare, rafforzare o rimuovere le misure adottate in merito all'evolversi della situazione.

#### Deferimento alla Corte penale internazionale
Il testo della risoluzione deferisce alla Corte penale internazionale la cognizione sulla situazione verificatasi in Libia a partire dal 15 febbraio 2011, allo scopo di riscontrare se siano stati commessi i crimini su cui la Corte è competente a pronunciarsi (genocidio; crimini contro l'umanità; crimini di guerra; aggressione). La premessa della risoluzione ricordava che nessun'indagine o azione legale può essere presentata presso la Corte penale internazionale per un periodo di 12 mesi dopo che un caso sia stato sollevato dal Consiglio di sicurezza; nessun termine finale era invece contemplato per la durata del deferimento, tant'è vero che la Procuratrice della Corte Fatou Bensouda nel 2019 rivendicò la possibilità per la Corte di perseguire anche i crimini in corso nella seconda guerra civile libica, iniziata nel 2015. 

#### Divieto di viaggio
Alle seguenti persone è stato imposto il divieto di viaggio:
- Abdulqader Mohammed Al-Baghdadi, capo dell'Ufficio di collegamento dei Comitati Rivoluzionari;
- Abdulqader Yusef Dibri, capo della sicurezza personale di Muʿammar Gheddafi, responsabile della sicurezza del regime;
- Abu Zayd Umar Dorda, direttore dell'Organizzazione per la Sicurezza Esterna;
- Maggiore Generale Abu Bakr Yunis Jabir, Ministro della Difesa;
- Matuq Mohammed Matuq, Segretario agli Affari Pubblici;
- Sayyid Mohammed Qadhaf Al-dam, cugino di Muʿammar Gheddafi;
- Ayesha al-Gheddafi, figlia di Muʿammar Gheddafi;
- Hannibal Muammar al-Gheddafi, figlio di Muʿammar Gheddafi;
- Khamis Gheddafi, figlio di Muʿammar Gheddafi, leader della Brigata Khamis;
- Muhammad Gheddafi, figlio di Muʿammar Gheddafi;
- Muʿammar Gheddafi, Leader della Rivoluzione, Comandante Supremo delle Forze Armate;
- Moatessem-Billal Gheddafi, Consigliere alla Sicurezza Nazionale, figlio di Muʿammar Gheddafi;
- Al-Saadi Gheddafi, Comandante delle Forze Speciali, figlio di Muʿammar Gheddafi;
- Saif al-Arab Gheddafi, figlio di Muʿammar Gheddafi;
- Saif al-Islam Gheddafi, direttore della Fondazione Gheddafi, figlio di Muʿammar Gheddafi;
- Colonnello Abd Allah Senussi, direttore del servizio segreto militare, braccio destro di Muʿammar Gheddafi.

#### Congelamento dei beni
Tutte le persone sopra indicate facenti parte della famiglia di Muʿammar Gheddafi sono anche soggette al congelamento dei beni.